# Diarrea viral bovina
La diarrea viral bovina o diarrea bovina (BVD) es una enfermedad viral causada por el virus de la diarrea bovina o virus de la diarrea viral bovina, un miembro del género Pestivirus, de la familia Flaviviridae, grupo IV del orden sin clasificar, también incluye el virus de la peste porcina clásica y el de la enfermedad de border. 
- Datos: Q797128